# Kagami-Mochi

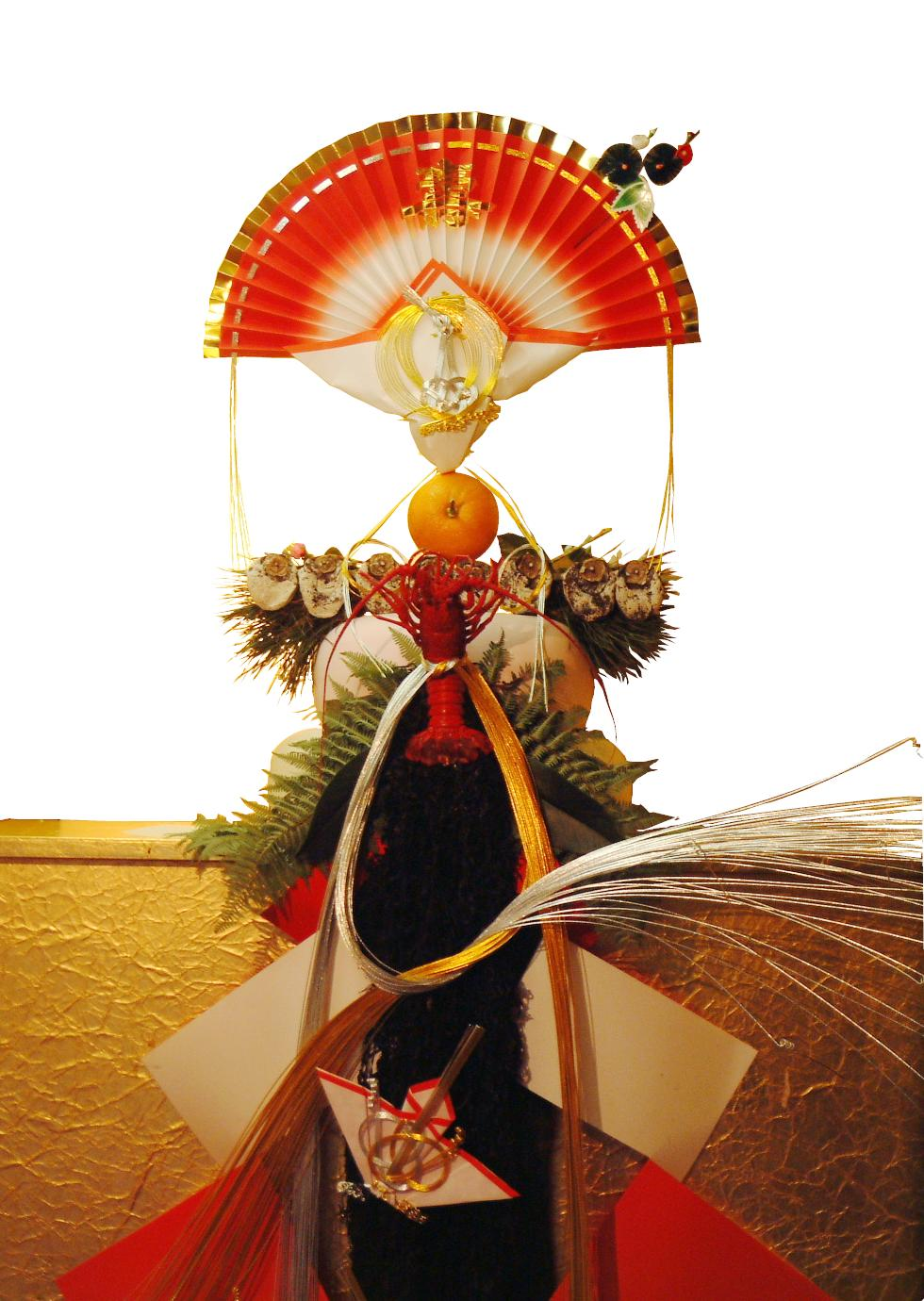
Eine Luxus-Variante von kagami mochi

Kagami-Mochi (jap. 鏡餅, dt. „Spiegel-Reiskuchen“) ist eine traditionelle Dekoration zum japanischen Neujahrsfest. Sie besteht gewöhnlich aus zwei runden Mochi (Reiskuchen), wobei der kleinere auf dem größeren sitzt, und einer Daidai (eine japanische Varietät der Bitterorange) mit einem daran befestigten Blatt oben auf. Unter dem Mochi kann sich ein Blatt Konbu und in Stiftform gebrachte, getrocknete Kaki befinden. Das Ganze sitzt auf einem Ständer, der sampō (三宝, „drei Schätze“) genannt wird, auf einem Blatt Papier (四方紅, shihōbeni), das für die nächsten Jahre Feuer vom Hause fernhalten soll. Feuer führte in den hauptsächlich aus Holz und Papier erbauten japanischen Siedlungen oft zum Verlust ganzer Stadtteile.
Ebenfalls zur Dekoration genutzt werden in Blitzform gefaltete Papierstreifen (shide), ähnlich denen, die an Gohei zu finden sind.
Die Kagami-Mochi kamen in der Muromachi-Zeit (14.–16. Jh.) auf.
Die genaue Herleitung des Namens ist unklar. Die Bezeichnung kagami („Spiegel“) soll von einer Ähnlichkeit mit den altertümlichen runden Kupferspiegeln herstammen, die im Shintō eine Repräsentation der Kami sind. Über das mochi sagt man, dass es ein Essen für sonnige Tage sei, und dass der 'Geist' der Reispflanze darin zu finden sei.
Die zwei Mochi-Scheiben sollen das Kommen und Gehen der Jahre, das menschliche Herz, „yin“ und „yang“ oder Mond und Sonne symbolisieren. Die Bitterorange, deren Name daidai „Generationen“ bedeutet, soll für das Fortleben einer Familie von Generation zu Generation stehen.

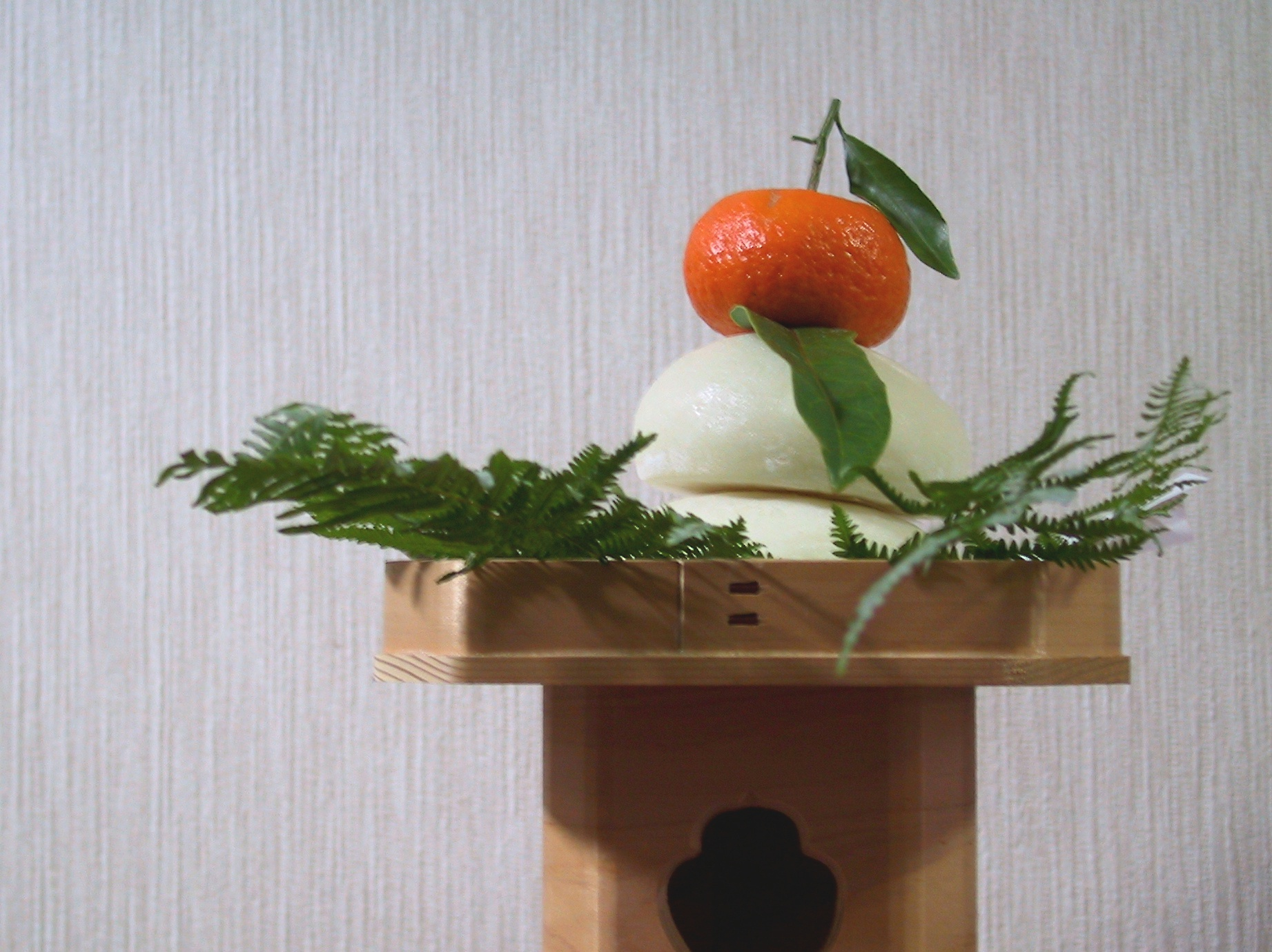
Einfaches Kagami-Mochi

Traditionell werden die Kagami-Mochi an verschiedenen Stellen im Haus aufgestellt, heute gewöhnlich im Shintō-Hausaltar, der Kamidana. Ein weiterer üblicher Platz ist die Tokonoma, eine kleine, geschmückte Nische im Hauptraum des Hauses.
Während früher das Mochi noch von Hand gestampft, geknetet und dekoriert wurde, sind heute fertige Kagami-Mochi eingeschweißt im Supermarkt zu kaufen. Die teurere Daidai ist dabei oft durch eine billigere Satsuma (eine japanische Variante der Mandarine) oder durch eine Plastikimitation ersetzt.
Es gibt auch Abweichungen in der Form der Kagami-Mochi. In einigen Regionen werden dreischichtige Reiskuchen verwendet. Diese werden auf dem Butsudan (buddhistischer Hausaltar) oder vor der Kamidana aufgestellt. Es gibt auch eine andere Dekoration aus drei Schichten Mochi namens okudokazari, die in der Mitte der Küche oder nahe zum Fenster aufgestellt wird.
Die Dekoration wird traditionell in einem Shintō-Ritual namens kagami biraki (Spiegel-Öffnen) am 2. Samstag oder Sonntag im Januar zerbrochen und gegessen. Dies wird insbesondere in den Dōjōs verschiedener japanischer Kampfkünste praktiziert, seit Kanō Jigorō, Gründer des Judo, es 1884 übernahm. Seitdem hat es sich auch auf Aikido-, Karate- und Jujutsu-Dojos ausgebreitet.